# Odostomia promeces
Odostomia promeces är en snäckart. Odostomia promeces ingår i släktet Odostomia och familjen Pyramidellidae. Inga underarter finns listade i Catalogue of Life.